# توشيكو موري
توشيكو موري (بالإنجليزية: Toshiko Mori)‏ هي مهندسة معمارية أمريكية، ولدت في 1951 في اليابان.